# Weitzman-Plan
Dieser Artikel wurde aufgrund inhaltlicher und/oder formaler Mängel auf der Qualitätssicherungsseite des Portals Wirtschaft eingetragen. 
Du kannst helfen, indem du die dort genannten Mängel beseitigst oder dich an der Diskussion beteiligst.
Das Konzept der Share Economy (auch bekannt als Weitzman-Plan) betrachtet die Gewinnbeteiligung als Instrument, bei konjunkturellen Schwankungen Arbeitslosigkeit zu vermeiden. Es wurde 1984 von dem Harvard-Ökonomen Martin Weitzman beschrieben und war in der Folge vielfach Gegenstand der ökonomischen Forschung. Als Reaktion auf die Veröffentlichung von Weitzmans Buch wurde im Juni 1985 an der Yale University ein Symposium abgehalten, an dem u. a. William Nordhaus, Robert J. Shiller und James Tobin teilnahmen. Das Konzept des profit sharing wurde darin aus verschiedenen theoretischen Blickwinkeln heraus betrachtet und z. T. kritisiert. In einem anschließenden Paper antwortete Weitzman auf einige der Kritikpunkte und verteidigte seinen Ansatz.

## Hintergrund

### Mitarbeiter-Erfolgsbeteiligung
Bereits seit dem 19. Jahrhundert wird die Idee, Arbeitnehmer am Erfolg ihrer Arbeit gebenden Unternehmen partizipieren zu lassen, diskutiert. In Deutschland gilt Johann Heinrich von Thünen (1783–1850) mit seinem 1848 eingeführten Modell einer Gewinnbeteiligung als Vorreiter. Zu diesem Thema hatte 1976 der US-Ökonom Michael Jensen geforscht. Diese Diskussion bezog sich jedoch auf die betrieblichen und die sozialpolitischen Wirkungen solcher Modelle der Entgeltdifferenzierung. Die Innovation Weitzmans bestand darin, erstmals die konjunkturellen Auswirkungen der Gewinnbeteiligung zu thematisieren.

### Konjunkturtheorie
Sowohl die Frage der Entstehung von Konjunkturzyklen als auch wie diese am wirksamsten geglättet werden können, ist in der Konjunkturtheorie je nach ökonomischer Schule umstritten. Der Weitzman-Plan entstand unter dem Eindruck der Stagflation. Die beiden Ölkrisen der frühen und späten 1970er Jahre wirkten als Angebotsschocks, die sowohl hohe Inflationsraten als auch wirtschaftliche Stagnation mit sich brachte. Diese Situation widersprach der Vorstellung, zwischen Inflation und Arbeitslosenquote bestünde ein automatischer Zusammenhang, der sich in der Phillips-Kurve spiegelt. Nach der neoklassischen Theorie müssten die Löhne aufgrund der Arbeitslosigkeit sinken, dies würde zu einer Reduktion der Inflation und Erhöhung der Arbeitsnachfrage führen. Die Wirtschaft fände auf neuem Niveau ein neues Gleichgewicht. Ein Sinken der Reallöhne war aber in den 1970er-Jahren nicht zu beobachten, entsprechend stieg die Arbeitslosigkeit. Zur Begründung entstanden mehrere Theorien, darunter die Effizienzlohntheorie, die Theorie kollektiver Verhandlungen (die kollektive Aushandlung von Tarifverträgen durch Gewerkschaften und Arbeitgeber wirkt wie ein Wirtschaftskartell) oder die Suchtheorie. Martin Weitzmans Konzept der Share Economy stellt eine weitere Theorie in diesem Konzept dar und bietet einen Lösungsvorschlag.

## Das Konzept
In seinem Buch untersucht Martin Weitzman die Frage der konjunkturellen Aspekte fester oder gewinnbezogener Vergütungen. Seine These lautet, dass eine Wirtschaft, in der nicht allein feste Stundenlöhne, sondern auch gewinnabhängige Vergütungen gezahlt werden, bei einem Konjunkturabschwung besser in der Lage, Arbeitslosigkeit zu verhindern, da sich die Arbeitskosten dynamisch der wirtschaftlichen Situation des Arbeitgebers anpassen. Man vermeide so die Schwierigkeit, dass bei fixen Personalkosten und sinkenden Umsätzen Personal abgebaut werden müsse, um den Umsatzrückgang auszugleichen. So verbessere sich auch die Allokation von Arbeitskräften, da Mitarbeiter bei sinkender Vergütung infolge sinkender Gewinne ihres Arbeitgebers aus Eigeninteresse das Unternehmen verlassen, wenn sie in einem Unternehmen mit höherem Gewinn und daher besserer Vergütung einen Arbeitsplatz erhalten können. Seien die Erträge konstant, würde bei Einstellung zusätzlicher Arbeitskräfte die Lohnsumme nicht steigen; der Pro-Kopf-Lohn und damit die Grenzkosten der Produktion würden sogar sinken.
Konkret fordert Weitzman in diesem auf gleichgewichtstheoretischen Annahmen basierenden Modell, den Arbeitslohn in einen Fixlohnanteil (Basislohn) und einen gewinnabhängigen Teil aufzuspalten. Die Summe zwischen beidem soll dem markträumenden Gleichgewichtslohn entsprechen, der Basislohn alleine liegt darunter. Der gewinnabhängige Teil soll ein fester Anteil des Unternehmensgewinns sein. Zum Umstellungszeitpunkt ändert sich daher die Lohnhöhe nicht. Aus Sicht des Arbeitgebers ändert sich jedoch die Kalkulation der Einstellung zusätzlicher Mitarbeiter. Da der Basislohn niedriger liegt, als der Gesamtlohn, erhöht die Einführung des Beteiligungsmodells die Arbeitsnachfrage, es entsteht eine (bei Vollbeschäftigung nicht erfüllbare) Überarbeitsnachfrage.
Entscheidend ist die Wirkung des Instrumentes bei externen Schocks. Die Gewinne sinken, damit reduziert sich diese Überarbeitsnachfrage. Letztlich ist dies Folge der sinkenden Gesamtlöhne. Die Wirkung des externen Schocks spielt sich damit auf der Ebene der Preise, nicht der Mengen an nachgefragter Arbeit ab. Diese Wirkung tritt automatisch ein, ohne dass es eines Eingriffs der Tarifpartner bedarf.
Das profit sharing zwischen Eigentümern und Beschäftigten sollte eine Ergänzung üblicher fiskalischer makroökonomischer und Politikmaßnahmen sein.
Das Modell setzt jedoch voraus, dass die Arbeit ein relativ homogener und flexibler (nicht-limitationaler) Produktionsfaktor ist und dass es keine verfestigte Langzeitarbeitslosigkeit gibt.

## Rezeption und Debatte
Das Modell wurde in den Wirtschaftswissenschaften breit und kontrovers diskutiert. So stellte William D. Nordhaus die Annahme starrer Lohnparameter in Frage. Die Bereitschaft der Gewerkschaften zu Lohnanpassungen bei externen Schocks werde dadurch gefördert, dass ansonsten Arbeitslosigkeit drohe. Auch thematisiert er die Frage, warum ein Arbeitnehmer ein Lohnmodell akzeptieren solle, dass im Krisenfall eine automatische Lohnkürzung mit sich zieht. Die Fortsetzung dieses Gedankens führt zu der Überlegung, dass Arbeitskräfte für diese Zustimmung eine Kompensation in Form einer Lohnerhöhung fordern würden. Weitzman geht von einer Unvorhersehbarkeit externer Schocks aus. Wäre zumindest eine statistische Häufigkeit externer Schocks abschätzbar, ließe sich eine Versicherungsprämie gegen diese Kürzungen ermitteln. Diese wirke tendenziell beschäftigungssenkend. Ein wesentliches Thema ist der Konflikt zwischen denjenigen, die einen Job haben (Insider) und denen, die einen Job suchen (Outsider) (siehe auch Insider-Outsider-Theorie). Weitzmann geht in seinem Modell davon aus, dass die Einstellungsentscheidungen durch die Unternehmen ohne Beteiligung der Beschäftigten getroffen werden. Diese Annahme wird unter Verweis auf die Rechtslage und die Rolle der Gewerkschaften in Frage gestellt. Der Weitzman-Plan betrachtet weder die Auswirkungen auf die Investitionen noch auf die Strukturanpassungen in der Wirtschaft durch den Schock. Insbesondere die sehr unterschiedlichen Anteile der Lohnkosten an den Gesamtkosten je nach Branche führen zu deutlichen Strukturanpassungen in einer Share Economy: Während beispielsweise die Mineralölindustrie mit einem Anteil von 4,5 % Lohnkosten an den Gesamtkosten, in der Krise kaum Ersparnisse an den Gesamtkosten hat, liegen diese bei der Reparatur von Gebrauchsgütern mit einem Lohnkostenanteil von 50,3 % signifikant höher. Entsprechend würde allein das Weitzman-Modell eine Strukturänderung in der Krise bewirken.

## Sharing Economy
Weitzmans Konzept ist nicht zu verwechseln mit dem Konzept der Sharing Economy, das die gemeinsame Nutzung von Gütern und Ressourcen behandelt.